# Vallfogona de Balaguer
Vallfogona de Balaguer – gmina w Hiszpanii, w prowincji Lleida, w Katalonii, o powierzchni 27,12 km². W 2011 roku gmina liczyła 1853 mieszkańców.